# Westerwald
 (octobre 2023).
Si vous disposez d'ouvrages ou d'articles de référence ou si vous connaissez des sites web de qualité traitant du thème abordé ici, merci de compléter l'article en donnant les références utiles à sa vérifiabilité et en les liant à la section « Notes et références ».

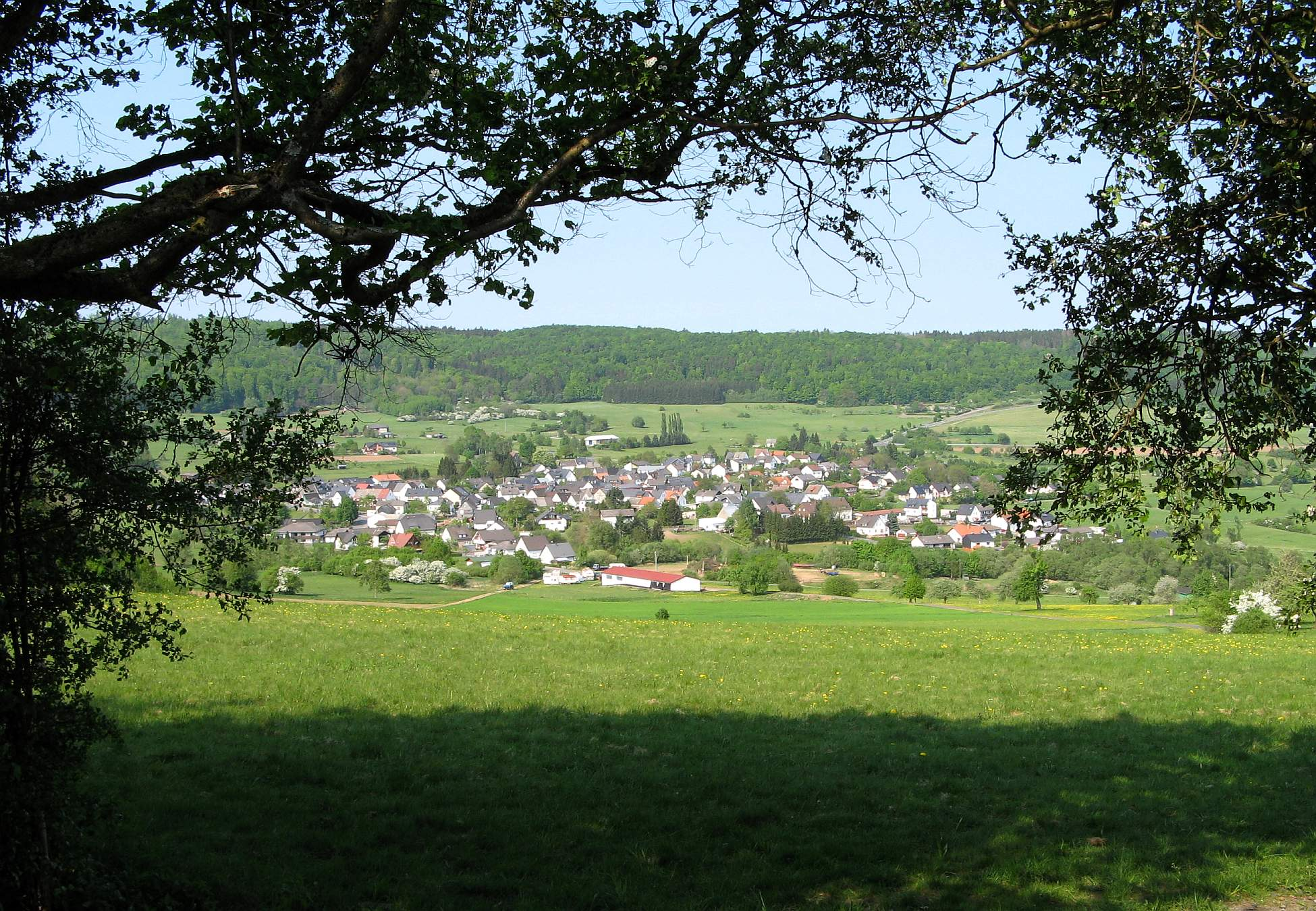
Westerwald près d'Arborn.

Le Westerwald (API : /ˈvɛstɐvalt/, littéralement : « forêt occidentale ») est un massif de moyenne montagne situé directement au nord du Taunus, sur la rive opposée de la rivière Lahn, dans les États fédérés allemands de Rhénanie-Palatinat, de Hesse et de Rhénanie-du-Nord-Westphalie.
Il fait partie du massif schisteux rhénan, entrecoupé de basaltes. Son point culminant est la Fuchskaute (en) (656 m), un volcan éteint situé dans le Haut-Westerwald.
Le long du Rhin, près de Bonn, on trouve un groupe d'anciens volcans, le Siebengebirge (ou les sept montagnes). Le plus connu de ces sommets est le Drachenfels.
La région présente une géologie ancienne et fortement érodée, avec une superposition de couches de basalte néogène dans sa partie nord. Elle couvre une superficie d'environ 50 × 70 km, soit environ 3 000 km2, ce qui en fait l'une des plus grandes chaînes de montagnes d'Allemagne en termes de superficie. Dans ses zones de subsidence, la partie ouest plus plate (Basse vallée du Westerwald) présente des collines douces.
L'économie de la région du Haut-Westerwald, dont environ 40 % est couverte de forêts, repose sur l'exploitation traditionnelle de l'ardoise, l'extraction d'argile, l'exploitation de la diabase et du basalte, la poterie, l'industrie du minerai de fer et d'autres activités minières dans le Siegerländer Erzrevier (littéralement : « région minière de Siegerland »).
Malgré sa faible altitude relative, le Westerwald bénéficie d'un climat agréable typique pour une chaîne de montagnes de moyenne altitude. Sur le plan économique et culturel, il figure parmi les chaînes de montagnes les plus connues d'Allemagne.
Les attractions touristiques incluent le Dornburg (394 m), site des ruines celtes datant de La Tène (du Ve au  Ier siècle av. J.-C.) à Dornburg, et Limburg an der Lahn, une ville dotée d'un centre médiéval.

## Géographie

### Principaux sommets
La montagne la plus élevée du Westerwald est la Fuchskaute dans le Haut Westerwald, ce qui signifie « creux du renard ». De nombreux sommets et crêtes dépassent l'altitude de 600 mètres..
Classés par altitude, voici quelques-uns des sommets les plus élevés du Westerwald :
- Fuchskaute (657 m), près de Willingen, Westerwaldkreis, Rhénanie-Palatinat ;
- Stegskopf (654 m), près d'Emmerzhausen, district d'Altenkirchen, Rhénanie-Palatinat ;
- Salzburger Kopf (653 m), près de Salzbourg, Westerwaldkreis, Rhénanie-Palatinat ;
- Höllberg (643 m), près de Driedorf, Lahn-Dill-Kreis, Hesse ;
- Auf der Baar (618 m), près de Driedorf/Breitscheid, Lahn-Dill-Kreis, Hesse ;
- Barstein (614 m), près de Breitscheid, Lahn-Dill-Kreis, Hesse ;
- Knoten (605 m), près de Driedorf, Lahn-Dill-Kreis, Hesse ;
- Die Höh (598 m), près de Burbach, Siegen-Wittgenstein, Rhénanie-du-Nord-Westphalie ;
- Alarmstange (542,2 m), près de Horresen, Westerwaldkreis, Rhénanie-Palatinat ;
- Köppel (540 m), près de Montabaur, Westerwaldkreis, Rhénanie-Palatinat ;
- Hohenseelbachskopf (530 m), près de Daaden, districts de Siegen-Wittgenstein et d'Altenkirchen, Rhénanie-du-Nord-Westphalie et Rhénanie-Palatinat ;
- Gräbersberg (513,1 m), près d'Alpenrod, Westerwaldkreis, Rhénanie-Palatinat ;
- Mahlscheid (509 m), près de Herdorf, districts de Siegen-Wittgenstein et d'Altenkirchen, Rhénanie-du-Nord-Westphalie et Rhénanie-Palatinat ;
- Malberg (422 m), près d'Ötzingen, Westerwaldkreis, Rhénanie-Palatinat ;
- Hummelsberg (389 m), près de Linz am Rhein, district de Neuwied, Rhénanie-Palatinat ;
- Beulskopf (388 m), près d'Altenkirchen, district d'Altenkirchen, Rhénanie-Palatinat.

### Hydrographie
Voici les rivières et les ruisseaux du Westerwald.
Rivières dont les systèmes de vallées bordent la chaîne (dans le sens des aiguilles d'une montre) :
- Rhin – bord sud-ouest ;
- Sieg – bord nord ;
- Dill – bord est, affluent de la Lahn ;
- Lahn – bord sud-est.

Rivières plus petites et ruisseaux :
- Mehrbach (en) ;
- Sayn (aussi connue sous le nom de Saynbach) – dans le Westerwald sud (inférieur), coule vers l'ouest jusqu'au Rhin ;
- Wied (entre Sieg et Sayn) – coule vers l'ouest jusqu'au Rhin ;
- Nister (au nord-est, limite du Westerwald supérieur) – coule vers le nord-ouest jusqu'au Sieg ;
- Elbbach (Sieg) – près de Wissen jusqu'au Sieg ;
- Heller – prend sa source dans le Westerwald septentrional et coule à travers le Siegerland jusqu'à Betzdorf et dans le Sieg ;
- Elbbach (Lahn) – près d'Ailertchen jusqu'à la Lahn ;
- Daade (en) – se jette entre Alsdorf et Grünebach dans la Heller.

## Histoire

### Préhistoire
Des découvertes préhistoriques indiquent que les Celtes se sont installés dans le Westerwald et utilisaient les gisements de minerai de fer à l'époque dite de Hallstatt (âge du fer, environ 750 à 500 av. J.-C.). Il est très probable qu'ils soient venus dans la région depuis le Hunsrück. De l'époque de la culture de La Tène proviennent les châteaux défensifs et abris celtiques ceinturés de remparts, que l'on peut trouver sur divers sommets, dont le Malberg. Déjà à l'époque de La Tène, des peuples germaniques ont commencé à pénétrer depuis l'est et la vallée de la Sieg. Ils sont arrivés vers 380 av. J.-C. dans le Westerwald supérieur, contournant le Haut-Westerwald, le considérant comme une vaste forêt sauvage sans chemins, avant de finalement atteindre le Rhin au IIe siècle.

### Époque romaine
Même à l'époque où les Celtes se sont trouvés contraints d'éviter les envahisseurs germaniques en se déplaçant vers l'ouest, les Romains avançaient également depuis la rive gauche du Rhin vers le sud-ouest. Cependant, les Romains n'ont réussi à prendre qu'une bande de terre sur la rive droite du Rhin et le soi-disant Rhin-Westerwald ; le Westerwald lui-même se trouvait en dehors de la zone occupée par les Romains, car ces derniers préféraient maintenir une région peu habitée, probablement sauvage, comme frontière.

### Époque desChattes
L'établissement permanent du Westerwald et, par conséquent, son histoire territoriale, ont commencé avec les Chattes (Hessois) qui se sont installés dans la région après le retrait des Romains au IIIe siècle. Les terminaisons de noms de lieux telles que -ar, -mar et -aha (par exemple, Haigraha = Haiger) datant de la période des migrations (Völkerwanderung) sont toujours présentes. Elles se trouvent autour des bords extérieurs de la forêt, dans des bassins et des vallées dont les sols et le climat étaient favorables aux premiers habitants, et comprennent, par exemple, Hadamar, Lahr et Wetzlar. Du IVe au VIe siècle, des établissements datant de la prise de possession des terres ont vu le jour dans des régions autrefois inaccessibles, portant des terminaisons telles que -ingen et -heim, comme Bellingen et Bladernheim ; ceux-ci se trouvent sur les vastes plaines surélevées du Westerwald supérieur.

### Époque franque
La dernière période de peuplement dans le Westerwald a commencé au Xe siècle et s'est achevée vers 1300. Grâce à la politique carolingienne et donc à la mission de Trèves et de Cologne, cette région a été christianisée. Trèves a avancé le long de la Lahn, Cologne vers le Rhin et la Sieg. Néanmoins, des influences de Trèves-Lorraine et de la Basse-Rhénanie ont été introduites dans le Westerwald. Parmi les témoins de l'art de construction de l'époque se trouve l'église du monastère de Limburg-Dietkirchen, dans ses parties les plus anciennes.
Après de nombreux changements de propriété entre les familles nobles ottoniennes et saliennes, ce sont finalement les comtes de Sayn, Diez et Wied qui ont réussi à s'emparer de vastes domaines. Une importance particulière a été accordée aux comtes de Laurenburg, qui se sont ensuite appelés les comtes de Nassau. À l'est, les landgraves de Hesse ont affirmé qu'ils pouvaient battre l'archevêché de Mayence sur le champ de bataille. De plus, les comtes de Wied, les comtes de Sayn-Wittgenstein et l'électorat de Trèves étaient tous des seigneurs importants.

### Époque moderne
Les relations politiques se sont simplifiées au XVIe siècle. Parmi les sphères d'influence des quatre grandes puissances (Mayence, Cologne, Trèves, Hesse), la Maison de Nassau a réussi à étendre et à renforcer son emprise sur son territoire sur la Dill, entre Siegen et Nassau. Après les bouleversements napoléoniens, Nassau a dû partager de vastes parties du Westerwald avec la toute nouvelle puissance prussienne. Un duché souverain de Nassau a existé jusqu'à ce qu'il soit annexé par la Prusse en 1866.
De nos jours, le Westerwald est partagé entre trois États fédéraux allemands : la Hesse, la Rhénanie-du-Nord-Westphalie et la Rhénanie-Palatinat.

## Dans la culture
Une chanson, le Westerwaldlied est une célèbre marche militaire composée par Joseph Neuhäuser en 1932 pour l'armée allemande, à l'époque la Reichswehr. Les paroles ont été écrites plus tard, cette fois pour la Wehrmacht, le chant a été également incorporé au répertoire de la Légion étrangère presque aussitôt. Le chant glorifie la beauté du Westerwald.

## Honneur
L'astéroïde (10253) Westerwald porte son nom.